# Munkeholm
Munkeholm er en lille ubeboet ø i Nakskov Fjord.